# Mesinge
Mesinge er en by på den nordøstfynske halvø Hindsholm med 322 indbyggere  (2024), beliggende 2 km syd for Dalby, 9 km nordøst for Munkebo og 7 km nord for Kerteminde. Byen hører til Kerteminde Kommune og ligger i Region Syddanmark.
Mesinge hører til Mesinge Sogn, og Mesinge Kirke ligger i byen.

## Faciliteter
Nærmeste almindelige folkeskole er Hindsholmskolen i Dalby. Mesingeskolen er nu en afdeling af Hindsholmskolen og rummer Kerteminde Kommunes specialskoletilbud.
Mesinge Forsamlingshus har en stor sal med scene og plads til 180 personer samt en lille sal med plads til 35 personer og service til 180 personer. Huset rummer også Lokalhistorisk Arkiv, og Hindsholm Ældreidræt motionerer her.
Mesinge har en stor købmandsforretning.

## Historie

### Kirkeladen
Den velbevarede tiendelade er byens næstældste bygning efter kirken, opført omkring 1580. Her har bønderne tærsket tiendekornet, som var en tiendedel af deres afgrøde, og delt det i tre dele: en til Kronen, en til præsten og en til selve kirkens drift og vedligeholdelse. Sidstnævnte tredjedel blev så opbevaret i kirkeladen. Men i 1678 erhvervede godsejeren på Eskebjerg (fra 1680 Scheelenborg) de 4 kirker på Hindsholm. Den medfølgende tiende-indtægt ønskede han naturligvis leveret i godsets egen lade, så han skulle ikke bruge kirkeladen. Den omdannede han til et "hospital", som dengang ikke var et sygehus, men en fattiggård. Hospitalet blev indrettet til at huse "6 fattige af Mesinge By". I 1794 kunne "11ve Lemmer nyde frie Huuslye i Hospitalets Bygninger". Da Scheelenborg i 1923 ikke længere havde brug for at anbringe fattiglemmer i hospitalet, blev det overtaget af Mesinge sogneråd, der brugte det som "husvildebolig" indtil 1966, hvor sognet indgik i Kerteminde Kommune. I 1972, hvor laden var i meget dårlig stand, dannede borgere i Mesinge en forening, der skulle vedligeholde den. Foreningen fik laden foræret af kommunen, og nu fungerer den som cafe. Kirkeladen blev fredet i 1918.

### Stationsbyen
I 1899 beskrives Mesinge således: "Mesinge (i Vald. Jrdb. Mesyng), ved Landevejen, med Kirke, Præstegd., Skole, Hospital (opr. af Baron Fr. Vittinghoff til Schelenborg, † 1691, med et Hus ved Kirken til 8 fattige), Forsamlingshus (opf. 1890), Maskinfabrik, Mølle, Fællesmejeri, Teglværk, Jærnbane-, Telegraf- og Telefonstation;" Målebordsbladet fra 1900-tallet viser desuden et bryggeri.
Mesinge havde station på Odense-Kerteminde-Dalby Jernbane, der blev åbnet i 1900. I 1914 blev den forlænget til Martofte og kom til at hedde Odense-Kerteminde-Martofte Jernbane. Mesinge Station havde kombineret krydsnings- og læssespor med siderampe, kvægfold og stikspor i begge ender til hhv. enderampe og varehus.
Banen blev nedlagt i 1966. Stationsbygningen er bevaret på Stationsvej 17. Fra Fynshovedvej går en 2½ km lang sti på banens tracé vest om byen til Mosegårdsvej i Dalby.